# Estadio Rose Bowl
El Rose Bowl es un estadio multiusos ubicado en la ciudad de Pasadena en el condado de Los Ángeles, California, en los Estados Unidos. Actualmente tiene una capacidad de 92 542 espectadores y fue declarado Monumento Histórico Nacional.
El estadio albergó las pruebas de ciclismo en pista de los Juegos Olímpicos de 1932 y el Torneo Olímpico de fútbol en los Juegos Olímpicos de Los Ángeles 1984. Además fue anfitrión de la final de la Copa del Mundo de Estados Unidos 1994 y la Copa del Mundo Femenina Estados Unidos 1999.
El estadio ha albergado en cinco oportunidades el Super Bowl de la National Football League: 1977, 1980, 1983, 1987 y 1993. El Tazón de las rosas del fútbol americano universitario se disputa ahí desde 1923. Por su parte, los UCLA Bruins de fútbol americano colegial juegan como local desde 1982.
Además ha albergado partidos de numerosas ediciones de la Copa de Oro de la CONCACAF, incluyendo la final en 2002 y 2011. Fue una de las sedes de la Copa América Centenario en el 2016. También fue utilizado por equipos profesionales de fútbol: Los Angeles Wolves en 1986, Los Angeles Aztecs en 1978 y 1979, ambos de la NASL, y Los Angeles Galaxy de la Major League Soccer desde 1996 hasta 2003.

## Historia
El estadio Rose Bowl se construyó entre 1921 y 1922 para albergar el Tazón de las rosas, un partido de postemporada de fútbol americano universitario.
El 27 de febrero de 1987 fue declarado como Monumento Histórico Nacional (National Historic Landmark) por la Secretaría del Interior de los Estados Unidos.
Junto con el Estadio Råsunda de Estocolmo en Suecia, son los únicos en el mundo en que se ha jugado la final de una Copa del Mundo de Fútbol tanto masculina como femenina.

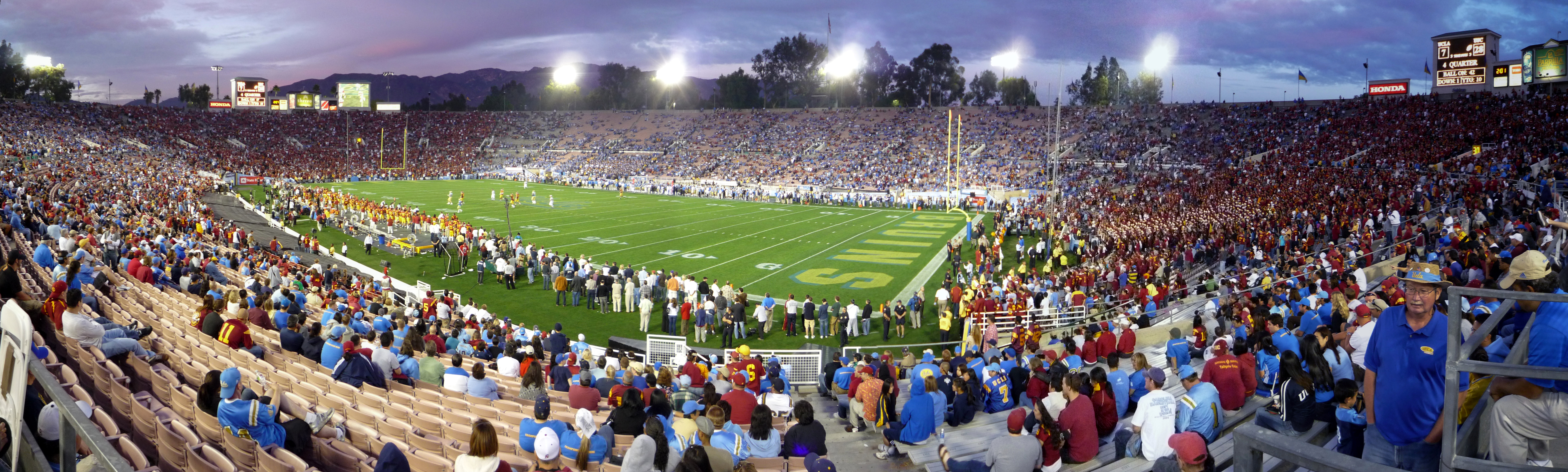
Panorámica del estadio.

## Resultados en eventos de importancia

### Super Bowls

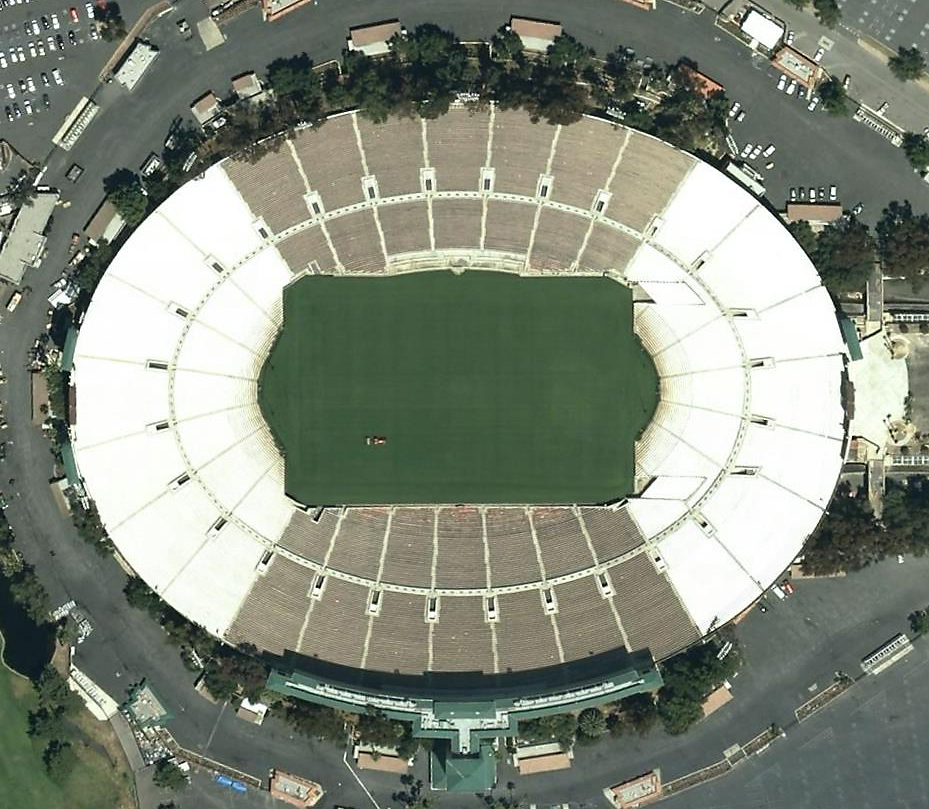
Vista aérea.

| Fecha               | Super Bowl | Equipo           | Puntos | Equipo              | Puntos | Asistencia |
| ------------------- | ---------- | ---------------- | ------ | ------------------- | ------ | ---------- |
| 9 de enero de 1977  | XI         | Oakland Raiders  | 32     | Minnesota Vikings   | 14     | 103 438    |
| 20 de enero de 1980 | XIV        | Los Angeles Rams | 19     | Pittsburgh Steelers | 31     | 103 985    |
| 30 de enero de 1983 | XVII       | Miami Dolphins   | 17     | Washington Redskins | 27     | 103 667    |
| 25 de enero de 1987 | XXI        | Denver Broncos   | 20     | New York Giants     | 39     | 101 063    |
| 31 de enero de 1993 | XXVII      | Buffalo Bills    | 17     | Dallas Cowboys      | 52     | 98 374     |

### Copa Mundial de Fútbol de 1994
| Fecha               | Equipo #1      | Resultado      | Equipo #2 | Ronda            | Asistencia |
| ------------------- | -------------- | -------------- | --------- | ---------------- | ---------- |
| 18 de junio de 1994 | Colombia       | 1–3            | Rumania   | Grupo A          | 93 586     |
| 19 de junio de 1994 | Camerún        | 2–2            | Suecia    | Grupo B          | 93 194     |
| 22 de junio de 1994 | Estados Unidos | 2–1            | Colombia  | Grupo A          | 93 869     |
| 26 de junio de 1994 | Estados Unidos | 0–1            | Rumania   | Grupo A          | 93 869     |
| 3 de julio de 1994  | Rumania        | 3–2            | Argentina | Octavos de final | 90 469     |
| 13 de julio de 1994 | Suecia         | 0–1            | Brasil    | Semifinal        | 91 856     |
| 16 de julio de 1994 | Suecia         | 4–0            | Bulgaria  | Tercer lugar     | 91 500     |
| 17 de julio de 1994 | Brasil         | 0–0 (3–2 pen.) | Italia    | Final            | 94 194     |

### Copa Mundial Femenina de Fútbol de 1999
| Fecha               | Equipo #1       | Resultado      | Equipo #2 | Ronda        | Asistencia |
| ------------------- | --------------- | -------------- | --------- | ------------ | ---------- |
| 20 de junio de 1999 | Corea del Norte | 1–2            | Nigeria   | Grupo A      | 17 100     |
| 24 de junio de 1999 | Alemania        | 1–1            | Italia    | Grupo B      | 17 100     |
| 10 de julio de 1999 | Brasil          | 0–0 (5–4 pen.) | Noruega   | Tercer lugar | 90 185     |
| 10 de julio de 1999 | Estados Unidos  | 0–0 (5–4 pen.) | China     | Final        | 90 185     |

### Copa América Centenario
| Fecha              | Fase         | Equipo   |                     | Resultado |                     | Equipo   | Espectadores |
| ------------------ | ------------ | -------- | ------------------- | --------- | ------------------- | -------- | ------------ |
| 4 de junio de 2016 | Primera fase | Brasil   | Bandera de Brasil   | 0:0       | Bandera de Ecuador  | Ecuador  | 53 158       |
| 7 de junio de 2016 | Primera fase | Colombia | Bandera de Colombia | 2:1       | Bandera de Paraguay | Paraguay | 50 651       |
| 9 de junio de 2016 | Primera fase | México   | Bandera de México   | 2:0       | Bandera de Jamaica  | Jamaica  | 83 263       |

### Copa Mundial de Clubes de 2025
| Fecha               | Fase                     | Equipo              |                      | Resultado |                   | Equipo             | Espectadores |
| ------------------- | ------------------------ | ------------------- | -------------------- | --------- | ----------------- | ------------------ | ------------ |
| 15 de junio de 2025 | Fase de grupos - Grupo B | Paris Saint-Germain | Bandera de Francia   | 4:0       | Bandera de España | Atlético de Madrid | 80 619       |
| 17 de junio de 2025 | Fase de grupos - Grupo E | Monterrey           | Bandera de México    | 1:1       | Bandera de Italia | Inter de Milán     | 40 311       |
| 19 de junio de 2025 | Fase de grupos - Grupo B | Paris Saint-Germain | Bandera de Francia   | 0:1       | Bandera de Brasil | Botafogo           | 53 699       |
| 21 de junio de 2025 | Fase de grupos - Grupo E | River Plate         | Bandera de Argentina | 0:0       | Bandera de México | Monterrey          | 57 393       |
| 23 de junio de 2025 | Fase de grupos - Grupo B | Atlético de Madrid  | Bandera de España    | 1:0       | Bandera de Brasil | Botafogo           | 22 992       |
| 25 de junio de 2025 | Fase de grupos - Grupo E | Urawa Red Diamonds  | Bandera de Japón     | 0:4       | Bandera de México | Monterrey          | 14 312       |